# Дальняя Игуменка
Дальняя Игуменка — село в Корочанском районе Белгородской области России. Входит в состав Мелиховского сельского поселения. Находится в пригородной зоне города Белгорода.

## География
Расположено в срединной части региона, в лесостепной зоне, в пределах Среднерусской возвышенности, на федеральной автотрассе М2 «Крым», примерно в 2 км от северо-восточных окраин региональной столицы.

### Климат
Климат характеризуется как умеренно континентальный, с относительно мягкой зимой и тёплым продолжительным летом. Среднегодовая температура воздуха — 6 °C. Средняя температура воздуха самого холодного месяца (января) — −8,2 °C; самого тёплого месяца (июля) — 20,1 °C. Безморозный период длится 155 дней. Годовое количество атмосферных осадков составляет 452 мм, из которых 326 мм выпадает в период с апреля по октябрь. Снежный покров держится в течение 102 дней.

## История
В XVII веке, вместе с Ближней Игуменкой, было вотчиной белгородского Никольского монастыря. В писцовой книге Белгородского уезда 1646 года сообщалось, что «Деревня Игумнова — вотчина Никольского монастыря, прежде здесь было с Никольское, но крестьяне ушли на службу» и село запустело, превратилось в деревню"
Перепись 1884 года сообщала о селе Дальнее Игумново Мелиховской волости Белгородского уезда следующие данные: в селе 267 дворов, 1770 жителей (908 муж. и 862 жен.), грамотных 62 муж., учащихся — 47 мальчиков и 3 девочки. В селе было 16 промышленных заведений и 2 кабака.
Первая школа в Дальнем Игумнове открылась в 1870 году в каменном здании под железной крышей, с одной классной комнатой. В 1884 году в школе было 50 учеников, разделенных на три группы.
В начале 1930-х село было центром сельского Совета в Белгородском районе. В 1950-е Дальняя Игуменка входила в Мелиховский сельсовет Саженского района. С декабря 1962 года — в составе Корочанского района.

## Население
| 2002 | 2010 |
| ---- | ---- |
| 682  | ↗963 |

К 1890 году в селе проживало 1992 человека (1008 муж и 984 жен). В начале XX века в селе Дальнее Игумново насчитывалось 357 дворов, 2330 жителей (1205 муж. и 1125 жен.).
В 1979 году в Дальней Игуменке проживало 685 жителей, в 1989 году — 673 (307 мужи 366 жен).

## Инфраструктура
Отделение почтовой связи № 309235.

## Транспорт
Село доступно автотранспортом. Остановка общественного транспорта «Дальняя Игуменка».